# 2695 Christabel
2695 Christabel је астероид главног астероидног појаса. Приближан пречник астероида је 14,61 ,
а средња удаљеност астероида од Сунца износи 2,709 астрономских јединица (АЈ).
Инклинација (нагиб) орбите у односу на раван еклиптике је 14,871 степени, а орбитални период износи 1629,346 дана (4,460 године). Ексцентрицитет орбите астероида износи 0,078.
Апсолутна магнитуда астероида износи 12,30 а геометријски албедо 0,099.
Астероид је откривен 17. октобра 1979. године.